# شاهزادة محمد (ابن أحمد الأول)
شاهزاده محمد (1605م-1621م) (بالتركية: Şehzade Mehmed) هو ابن السلطان أحمد خان الأول بن السلطان محمد الثالث بن مراد الثالث بن سليم الثاني بن سليمان القانوني بن سليم الأول بن بايزيد الثاني بن محمد الفاتح بن مراد الثاني بن محمد الأول جلبي بن بايزيد الأول بن مراد الأول بن أورخان غازي بن عثمان بن أرطغل. ولد من السلطانة كوسم.

## إعدامه
أعدمه شقيقه السلطان عثمان الثاني و كان لا زال شابا صغيرا. بسبب شكه في خيانته.